# Oosterpark (Groningen)
Het Oosterpark  is een klein park in het oosten van de stad Groningen. Het ligt in de gelijknamige wijk. Tot 2005 stond het Oosterparkstadion in het park.
Het park werd voor het eerst geprojecteerd in het Plan van Uitbreiding van 1932 zoals opgesteld door Schut en Berlage. Bij het park waren sportvelden gepland die in 1933 als eerste werden gerealiseerd. Enige jaren later kwam het eigenlijke park gereed. Alleen de twee Berlagiaanse rechthoekig-langwerpige vijvers werden al in een vroeg stadium vervangen door een enkele meer rondere vijver. Afgezien daarvan is het park anno 2024 nog nagenoeg gelijk aan het oorspronkelijke ontwerp.
Na de afbraak van het Oosterparkstadion in 2007 hebben de sportvelden plaats gemaakt voor woningbouw. Dit buurtje heeft toepasselijk de naam De Velden gekregen. 
Bevrijdingsbos ·
Coendersborg ·
Eelderbaan ·
Groene Long Beijum ·
Groenestein ·
Kardinge ·
Lewenborg ·
Meerstad ·
Molukkenplantsoen ·
Noorderplantsoen ·
Oosterpark ·
Oude Hortus ·
Oosterpoort ·
Piccardthof ·
Piccardthofplas ·
Pioenpark ·
Prinsentuin ·
Roege Bos ·
Selwerd ·
Stadspark ·
Sterrebos ·
Westpark ·
Zuiderplantsoen